# Antony Armstrong-Jones, I conte di Snowdon
Antony Charles Robert Armstrong-Jones, I conte di Snowdon (Londra, 7 marzo 1930 – Kensington, 13 gennaio 2017), è stato un fotografo e regista britannico, noto per essere stato sposato con la principessa Margaret, sorella minore della regina Elisabetta II.

## Biografia

### Primi anni di vita
Anthony Armstrong-Jones nacque a Londra il 7 marzo 1930, unico figlio nato dal matrimonio fra l'avvocato Ronald Armstrong-Jones (1899-1966) e la sua prima moglie Anne Messel (in seguito contessa di Rosse).
Suo nonno paterno era Sir Robert Armstrong-Jones, psichiatra e medico. La sua nonna paterna era la figlia di Sir Owen Roberts, il celebre pedagogista gallese. Il suo bisnonno materno era Linley Sambourne (1844-1910), vignettista del Punch; un suo prozio era Alfred Messel, noto architetto di Berlino.
I genitori di Armstrong-Jones si separarono quando lui era giovane e, ai tempi della scuola, contrasse la poliomielite mentre era in vacanza nella casa di campagna in Galles. Per tutti i sei mesi che trascorse al Liverpool Royal Infirmary le uniche visite che ricevette furono quelle di sua sorella Susan.

### Formazione
Armstrong-Jones venne istruito in collegi scolastici privati: la Sandroyd School, nel Wiltshire, dal 1939 al 1943, e l'Eton College, seguito dal Jesus College, dove studiò architettura, anche se poi non riuscì a sostenere gli esami finali. Nel 1950, con altri compagni, vinse la regata Oxford-Cambridge, celebre gara di canottaggio.

### Carriera
Dopo l'università Armstrong-Jones iniziò la carriera come fotografo di moda, design e teatro. In seguito divenne noto per i suoi studi sui reali; tra gli altri realizzò i ritratti ufficiali del tour in Canada del 1957 della regina Elisabetta II e del consorte Filippo.
Nei primi anni '60 Armstrong-Jones divenne consulente artistico della rivista Sunday Times e, negli anni '70, si affermò come uno dei fotografi più apprezzati della Gran Bretagna. Anche se il suo lavoro comprendeva di tutto, dalla fotografia di moda alle immagini documentarie di vita dei centri città e dei malati di mente, è meglio conosciuto per i suoi ritratti di notabili del mondo. La National Portrait Gallery conserva più di cento ritratti provenienti dalla sua collezione, molti dei quali pubblicati su Vogue, Vanity Fair e sul The Daily Telegraph. Furono suoi soggetti Barbara Cartland, Laurence Olivier, Anthony Blunt e J. R. R. Tolkien.
Nel 1968 realizzò il documentario Don't Count the Candles per il programma televisivo statunitense 60 Minutes. Per questo lavoro venne premiato con un Emmy Award.
Nel 2000 Armstrong-Jones organizzò una mostra retrospettiva alla National Portrait Gallery, intitolata "Photographs by Snowdon: A Retrospective", che l'anno successivo venne trasferita al Yale Center for British Art di New Haven. Più di 180 sue fotografie furono esposte in una mostra che onorava quella che i musei definirono "una carriera arrotondata con spigoli vivi".
Lord Snowdon fu membro onorario della Royal Photographic Society e venne insignito della Medaglia Hood della Società nel 1978 e della Progress Medal nel 1985.

### Design e invenzioni
Tra il 1960 e il 1963 Armstrong-Jones co-progettò con Frank Newby e Cedric Price la voliera dello zoo di Londra, celebre per il suo design innovativo e in grado di garantire un grande benessere agli animali. Ebbe anche un ruolo importante nell'organizzazione dell'investitura dell'erede al trono Carlo a principe di Galles nel 1969.
Armstrong-Jones progettò anche il design di una sedia a rotelle elettrica per cui gli fu concesso il brevetto inglese 1 230 619 nel 1971 ("mezzo per fornire mobilità alle persone portatrici di handicap").

### Filantropia e beneficenza
Nel giugno del 1980 Lord Snowdon diede inizio a un programma di premiazione per gli studenti disabili.
Servì come fiduciario del Fondo nazionale per la ricerca sulle malattie invalidanti e del Fondo di ricerca sulla polio. Fu presidente per l'Inghilterra dell'Anno Internazionale delle Persone Disabili nel 1981.
Ricoprì la carica di prevosto del Royal College of Art dal 1995 al 2003.

### Titolo e appartenenza alla Camera dei Lord
In seguito al suo matrimonio reale, Armstrong-Jones entrò alla Camera dei Lord come Conte di Snowdon il 28 febbraio 1962. Tenne nell'aprile 1972 il suo primo discorso alla Camera dei Lord, che verteva sui problemi che i disabili soffrivano nella vita quotidiana. Uno dei suoi ultimi contributi ai Lords fu in risposta al Discorso della Regina del 1992.
Il 16 novembre 1999 Lord Snowdon venne creato barone Armstrong-Jones di Nymans nella contea di West Sussex. Questo titolo nobiliare gli permise di mantenere il suo seggio nella Camera dei Lord dopo che i pari ereditari ne vennero esclusi. L'offerta di un titolo nobiliare a vita venne fatta a tutti i pari ereditari di prima creazione (cioè per coloro per i quali un titolo nobiliare fu originariamente creato, al contrario di quelli che avevano ereditato un titolo nobiliare da un antenato) in quel momento in carica.
Il governo si aspettava che Lord Snowdon seguisse l'esempio degli altri membri della famiglia reale e rinunciasse al suo diritto ad un titolo nobiliare a vita. A quel tempo, il parlamentare laburista Fraser Kemp si disse "scioccato e sorpreso che qualcuno potesse raggiungere la sua posizione nella Camera dei Lord in virtù di un matrimonio dopo la riforma".
Snowdon si ritirò dalla Camera dei Lord il 31 marzo 2016.

## Vita privata

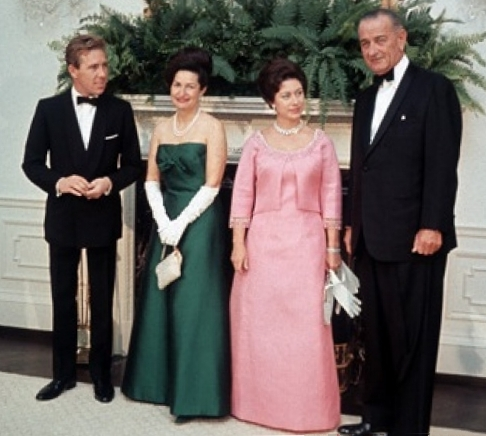
La principessa Margaret e il conte di Snowdon con il presidente degli Stati Uniti Lyndon B. Johnson e sua moglie Lady Bird alla Casa Bianca il 17 novembre 1965

Armstrong-Jones si sposò due volte. La sua prima moglie fu la principessa Margaret, la seconda fu Lucy Mary Lindsay-Hogg.

### Primo matrimonio
Nel febbraio del 1960 si fidanzò con la sorella della regina, la principessa Margaret. I due si sposarono il 6 maggio successivo nell'abbazia di Westminster. La coppia prese residenza in un appartamento di Kensington Palace. Essendo un cittadino comune, fu creato conte di Snowdon e visconte Linley di Nymans nella contea di Sussex il 6 ottobre 1961. La coppia ebbe due figli: David, nato il 3 novembre 1961, e Sarah, nata il 1º maggio 1964.

Stemmi combinati di Anthony e Margaret, conte e contessa di Snowdon

Il matrimonio, però, cominciò a naufragare presto e pubblicamente. Diverse potrebbero essere le cause dietro il fallimento. Nel 1953 Margaret era stata dissuasa dall'accettare la proposta di matrimonio del capitano Peter Townsend, essendo quest'ultimo divorziato e con figli. La maggior parte delle ragazze che avevano lavorato nel suo studio di Pimlico Road sembravano avere dubbi sul fatto che Armstrong-Jones fosse gay o bisessuale. Egli stesso rispose: "Non sono mai stato innamorato degli uomini, ma alcuni uomini si sono innamorati di me". Il designer d'interni Nicholas Haslam, nel suo libro di memorie pubblicato del 2009, Redeeming Features, sostenne di aver avuto una relazione con Snowdon prima del matrimonio di quest'ultimo con la principessa Margaret e che Snowdon fosse stato anche l'amante di un altro progettista d'interni, Tom Parr.
Lo sfacelo durò sedici anni tra droga, alcol e comportamenti bizzarri da entrambe le parti, come ad esempio le note che Snowdon lasciò tra le pagine di un libro che stava leggendo la principessa riguardanti le "cose che odio di te". Secondo i biografi Sarah Bradford e Anne de Courcy, in una nota si legge: "Sembri una manicurista ebrea e io ti odio". Quando voleva sfuggire dagli impegni dell'alta società, Snowdon si ritirava in un cottage con le sue amanti o alle sue mostre fotografiche d'oltremare. La maggior parte delle persone, tra cui la famiglia reale, presero le sue parti. Tra le amanti di Snowdon, alla fine del 1960 ci fu Lady Jacqueline Rufus-Isaacs, figlia di Michael Alfred Rufus Isaacs, III marchese di Reading.
Il matrimonio terminò con il divorzio nel 1978.
Nel 2004 fu riferito che Snowdon era divenuto padre di una figlia poco prima di sposarsi con la principessa Margaret. Anne de Courcy riportò l'affermazione di Polly Fry, nata nel 1960, durante la terza settimana di matrimonio della coppia, e cresciuta come figlia di Jeremy Fry, inventore e membro della famiglia di cioccolatieri Fry, e della sua prima moglie Camilla, anche se in realtà era figlia di Snowdon. Questa, nel 2004, aveva sostenuto che un test del DNA aveva dimostrato la paternità di Snowdon. Jeremy Fry non rispose e Snowdon negò di aver fatto il test. Tuttavia, quattro anni più tardi, ammise che era vero.

### Secondo matrimonio
Dopo il suo divorzio dalla principessa Margaret, il 15 dicembre 1978 Lord Snowdon sposò Lucy Mary Lindsay-Hogg (nata Davies), ex moglie del regista Michael Lindsay-Hogg. La coppia ebbe una figlia, Lady Frances Armstrong-Jones, nata il 17 luglio 1979. Dal 1976 al 1996 Snowdon ebbe anche un'amante, la giornalista Ann Hills. Quest'ultima si suicidò il 31 dicembre 1996.
Il conte di Snowdon e Lucy Mary si separarono nel 2000 dopo la rivelazione che Lord Snowdon, all'età di 67 anni, aveva generato un figlio, Jasper William Oliver Cable-Alexander (nato il 30 aprile 1998), con Melanie Cable-Alexander, editor della rivista Country Life.

## Morte
Lord Snowdon morì serenamente nella sua casa di Kensington, Londra, il 13 gennaio 2017 all'età di 86 anni. Le esequie ebbero luogo il 20 gennaio nella chiesa di San Baglan, nel remoto villaggio di Llanfaglan nei pressi di Caernarfon. È sepolto nella tomba di famiglia nel cimitero della chiesa.

## Opere
- London. London: Weidenfeld & Nicolson, 1958. (edizione successiva ISBN 0-297-16763-4.)
- Assignments. London: Weidenfeld & Nicolson, 1972. ISBN 0-297-99582-0.
- A View of Venice. [Ivrea]: Olivetti, c1972.
- Personal View. London: Weidenfeld & Nicolson, 1979. ISBN 0-297-77715-7.
- Snowdon Tasmania Essay. Hobart: Ronald Banks, 1981. ISBN 0-85828-007-8. Testo di Trevor Wilson.
- Sittings, 1979–1983. London: Weidenfeld & Nicolson, 1983. ISBN 0-297-78314-9.
- Israel: A First View. London: Weidenfeld & Nicolson, 1986. ISBN 0-297-78860-4.
- Stills 1984–1987. London: Weidenfeld & Nicolson, 1987. ISBN 0-297-79185-0.
- Serendipity: A Light-hearted Look at People, Places and Things. Brighton: Royal Pavilion, Art Gallery & Museums, 1989. ISBN 0-948723-10-6.
- Public Appearances 1987–1991. London: Weidenfeld & Nicolson, 1991. ISBN 0-297-83122-4.
- Hong Kong: Portraits of Power. Boston: Little, Brown, 1995. ISBN 0-316-22052-3. Testo di Evelyn Huang and Lawrence Jeffery.
- Wild Flowers. London: Pavilion, 1995. ISBN 1-85793-783-X.
- Snowdon on Stage: With a Personal View of the British Theatre 1954–1996. London: Pavilion, 1996. ISBN 1-85793-919-0.
- Wild Fruit. London: Bloomsbury, 1997. ISBN 0-7475-3700-3. Testo di Penny David.
- London: Sight Unseen. London: Weidenfeld & Nicolson, 1999. ISBN 0-297-82490-2. Testo di Gwyn Headley.
- Photographs by Snowdon: A Retrospective. London: National Portrait Gallery, 2000. ISBN 1-85514-272-4.
- Snowdon. London: Chris Beetles Gallery, 2006. ISBN 1-871136-99-7.

## Premi
- Progress Medal e membro onorario della Royal Photographic Society nel 1985.[39]
- Laurea honoris causa in legge dall'Università di Bath nel 1989.[40]